# 何博士备论
《何博士备论》是中国古代的一部军事人物评论集。

## 题解
《何博士备论》又简称《备论》，作者为北宋武学博士何去非。该书是何去非在北宋元祐年间任教武学时完成的。

## 评价
该书从军事角度评论了战国以来著名军事家的成败得失，见解独特。原為二十八篇，已佚亡二篇，今存明穴硯齋抄本、《四庫全書》本等。苏轼称：“其论历代所以兴废成败，皆出人意表，有补于世。”

## 版本
- 《四库全书》本
- 《指海》丛本
- 《长恩室丛书》本
- 《留香室丛书》本
- 清嘉庆十六年（1811年）留香室刊本
- 清光绪元年（1875年）湖北崇文书局刊本

## 参看
- 何去非